# Stilostomelloidea
Stilostomelloidea, tradicionalmente denominada Stilostomellacea, es una superfamilia de foraminíferos del suborden Buliminina y del orden Buliminida. Su rango cronoestratigráfico abarca desde el Campaniense (Cretácico inferior) hasta la Actualidad.

## Discusión
Clasificaciones previas incluían Stilostomelloidea en el suborden Rotaliina y/o orden Rotaliida.

## Clasificación
Stilostomelloidea incluye a las siguientes familias:
- Familia Stilostomellidae